# D46 (Tsjechië)
De Dálnice 46; (D46) is een autosnelweg in Tsjechië. De weg verbindt Vyškov met Olomouc. Het Europese wegnummer is E462. De lengte van de snelweg is 38 kilometer.
Het traject van de D46 vertrekt aan de D1 op de knooppunt Vyškov-východ. De D46 voert langs Prostějov tot Olomouc. De D46 is een onderdeel van het traject van de E462. De D46 is sinds 1 januari 2016 geclassificeerd als autosnelweg. Daarvoor was het traject een expresweg, en aangeduid als de R46 wat staat voor Rychlostní silnice 46.
De D46 eindigt op de knooppunt Slavonín bij Slavonín, de buurt van Olomouc.

## Fotogalerij

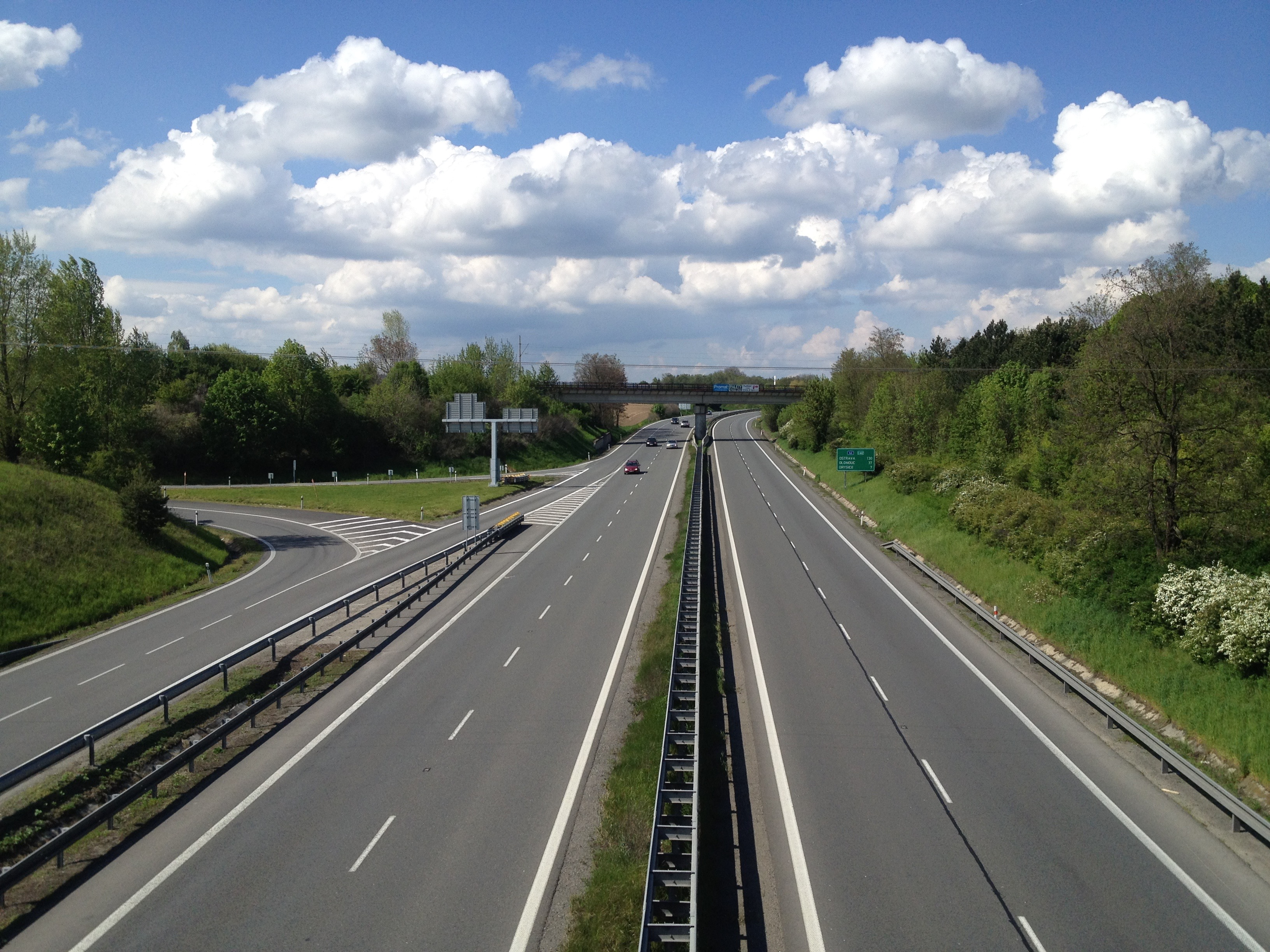
De D46 bij Vyškov (km 1) in de richting van Olomouc
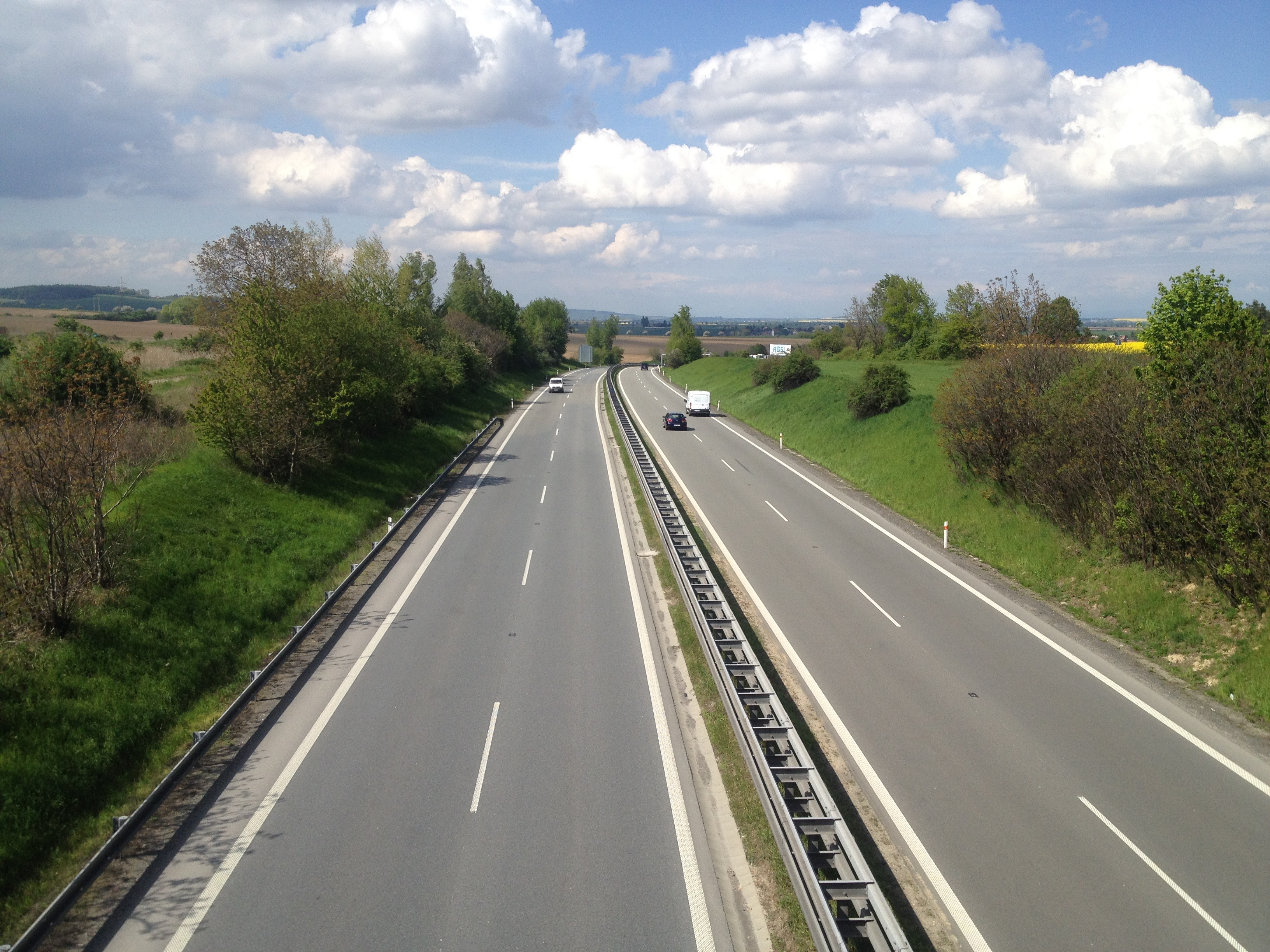
De D46 bij Dobrochov (km 13) in de richting van Olomouc
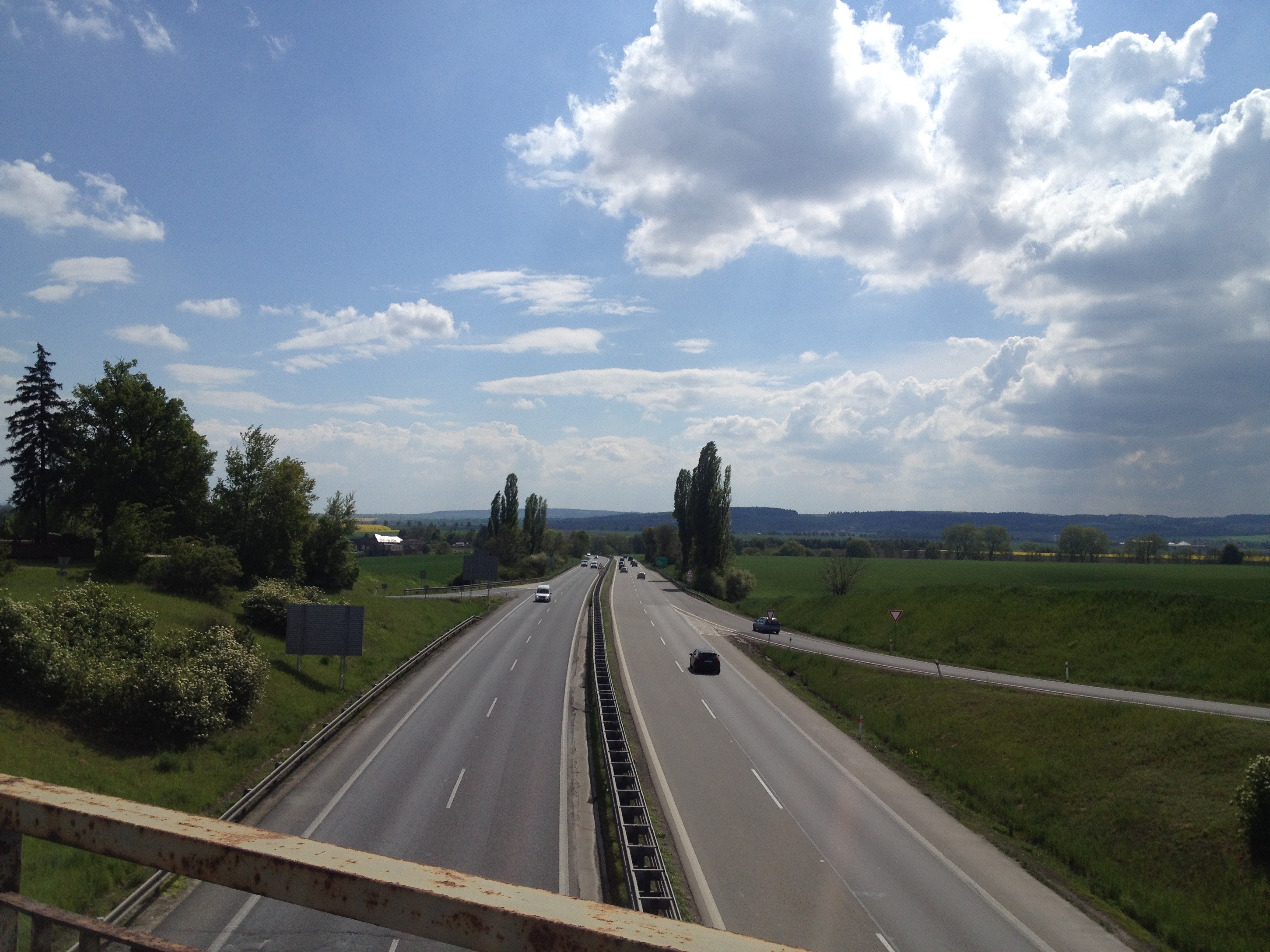
De D46 bij Prostějov (km 22) in de richting van Vyškov

D 0 ·
D 1 ·
D 2 ·
D 3 ·
D 4 ·
D 5 ·
D 6 ·
D 7 ·
D 8 ·
D 10 ·
D 11 ·
D 35 ·
D 43 ·
D 46 ·
D 48 ·
D 49 ·
D 52 ·
D 55 ·
D 56